# 下新田站
下新田站（日语：／ Shimo-Shinden eki */?）是位於群馬縣桐生市相生町二丁目18番15號，渡良瀨溪谷鐵道的渡良瀨溪谷線車站。車站編號為WK02。為渡良瀨溪谷線最新車站。

## 歷史
- 1992年（平成4年）3月14日 - 在JR兩毛線分支點（在桐生站至此處之間雙重戶籍的單線）下新田號誌站（日语：下新田信号場）內加設月台，此站啟用。

## 車站構造
車站與桐生站的設施共用，車站位於東日本旅客鐵道（JR東日本）兩毛線施設中的分支點下新田號誌站內。而此站只作為渡良瀨溪谷鐵道渡良瀨溪谷線的旅客服務，與JR轉乘的車站是在鄰站桐生站。在外形與同號誌站視為同一設施。另外，此線的0公里碑位於此站靠近桐生一方約150米處。
渡良瀨溪谷鐵道車站位於地面車站，設有1面1線的單式月台。此站為無人車站。在桐生一方設有場內信號燈。
只限前往桐生的部分列車，會與JR兩毛線高崎方向的列車進行列車交會。

### 配線圖
|                 | 桐生、大間間地區的鐵路線位置關係圖與配線 |
| 图例 参考文献： |                                          |

## 使用狀況
以下為近年使用狀況數據。
| 上下車人次變化 | 上下車人次變化 |
| 年度           | 1日平均人次    |
| -------------- | -------------- |
| 2009年         | 59             |
| 2010年         | 55             |
| 2011年         | 56             |
| 2012年         | 57             |
| 2013年         | 63             |
| 2014年         | 70             |
| 2015年         | 65             |
| 2016年         | 64             |
| 2017年         | 52             |
| 2018年         | 54             |

## 車站周邊
車站附近為有許多住宅的郊外地區。
- 大善寺
- 國道122號
- 桐生相生郵局
- 足仲團地
- 東日本旅客鐵道高崎分社（日语：東日本旅客鉄道高崎支社）高崎綜合訓練中心
- Market City桐生（日语：マーケットシティ桐生）
- Coop群馬（日语：生活協同組合コープぐんま）

## 相鄰車站
渡良瀨溪谷鐵道
■渡良瀨溪谷線
桐生（WK01）－（下新田號誌站）－下新田（WK02）－相老（WK03）

## 注腳
1. ↑  川島令三，《東北ライン 全線・全駅・全配線 第1巻 両毛エリア》，pp.50-55， 講談社，2014年7月，ISBN 978-4062951685
2. ↑  桐生市統計書・市内鉄道の年間乗降客数 （页面存档备份，存于）（日語）

## 外部連結
- 渡良瀨溪谷鐵道｜下新田站 （页面存档备份，存于）（日語）